# Upprorsrörelsen i Irak
Se även Upproret i Irak (efter 2011).
Upprorsrörelsen i Irak var det väpnade uppror från diverse organisationer och grupperingar som bekämpade de utländska trupper som befann sig i landet under Irakkriget 2003-2010 och den nya regeringen samt samhällsordningen i Irak. Förutom själva upprorsrörelsens krig mot regeringen och koalitionen pågick också strider mellan olika miliser som uppkommit ur olika befolkningsgrupper i Irak.

## Allmänt
Efter att USA officiellt avslutade Irakkriget den 1 maj 2003 dröjde det inte länge innan ockupationsstyrkorna började utsättas för ett stigande antal attacker från motståndsgrupper. Framåt hösten 2003 blev de allt mer sofistikerade och antalet stupade amerikanska soldater började stiga. Redan i september 2003 hade fler amerikaner stupat efter den 1 maj än innan president Bush förklarade kriget vunnet.
USA:s förhoppning att upproret skulle ebba ut efter att Saddam Hussein greps i december 2003 grusades, medan USA tillbakadragande med stridande trupper 2010 sammanföll med en minskning av aktiviteter från motståndsgrupper som då också till del införlivats i ordinarie irakisk trupp.

## Grupper inom upprorsrörelsen
Den irakiska upprorsrörelsen var ingen enhetlig rörelse. Den bestod av en mängd olika grupper utan gemensam ledning. De största grupperna i upproret ansågs utgöras av sunnimuslimer som gynnades på Saddam Husseins tid. Upprorsgrupperna var också som mest aktiva i den så kallade Sunnitriangeln i centrala Irak där de flesta sunnimuslimerna bor. 
En grupp som USA ofta pekade ut som något av huvudfienden i Irak var en islamistisk grupp som kallar sig Al-Qaida i Irak och ansågs ledas av jordaniern Abu Musab al-Zarqawi, och som dödades i en flygräd den 7 juni 2006. Gruppen i sin tur ska vara nära knuten till Al Qaida. Al Qaida i Irak sågs som ansvarigt för många av bombattentaten och kidnappningarna av utlänningar. 
Bland övriga grupper kan nämnas:
- Baathister - anhängare till den avrättade Saddam Hussein och Baathpartiet.
- Olika grupper av irakiska nationalister
- Övriga grupper av sekulära sunnimuslimer som var rädda för att förlora makt.
- Inhemska islamister
- Utländska islamister
- Diverse kriminella gäng som mot betalning och lösesummor utförde mord och kidnappningar

Till de stridande parterna i kriget tillkom förutom upprorsgrupperna även olika miliser och dödspatruller som representerar såväl sunni- som shiamuslimska grupperingar. De shiamuslimska miliserna där Mahdimilisen och Badrmilisen var de största, förde krig mot de sunnitiska upprorsgrupperna men har tidvis även bekämpat regeringen och USA-styrkorna.
Det var de olika grupperna av islamister (där Al Qaida i Irak ansågs vara den största och farligaste organisationen) som ansågs stå för merparten av bombattentaten. Nyare undersökningar visade dock att andelen utländska islamister är betydligt mindre än vad som framhållits tidigare. I en tidigare fas i kriget mellan å ena sidan den nya regimen och de amerikanska styrkorna och å andra sidan upprorsgrupperna spelade tidvis Mahdimilisen en stor roll; den leds av den shiamuslimiske predikanten Muqtada al-Sadr. Efter medling från storaytollan Al Sistani lade dock Mahdimilisen ner vapnen mot koalitionen sommaren 2004.

## Upprorsrörelsens taktik
Följande vapen var de vanligaste i upprorsrörelsens arsenal:
- Vägbomber - av USA:s militär kallat IED - "Improvised Explosive Devices"
- Bakhåll
- Prickskyttar
- Olika former av sabotageverksamhet
- Raketdrivna granater och mobila luftvärnspjäser (har använts för att skjuta ner många helikoptrar)
- Kidnappningar av och ibland mord på västerlänningar
- Mord på personer man anser stödja den nya regimen, ibland även massmord
- Bombattentat (i många fall utförda av självmordsbombare)

För USA:s del var det vägbomberna som orsakade störst problem. Merparten av de över 4000 dödade amerikanska soldaterna miste livet på det sättet. Särskilt utsatta var de konvojer som transporterade soldater mellan olika delar av landet. Även bakhållen orsakade stora förluster för såväl amerikanerna som de irakiska säkerhetsstyrkorna.
Sabotage i olika former användes ofta av upprorsgrupperna. Mest utsatta var anläggningar av stor ekonomisk betydelse, till exempel oljeledningar. Vid upprepade tillfällen tvingades man avbryta oljeexporten under flera dagar efter sabotage.
Bombattentaten, oftast bilbomber, var de aktioner, bortsett från dödspatrullernas verksamhet, som har orsakat flest dödsoffer bland civila irakier.[källa behövs] Mest utsatta av dessa attentat är de irakiska polis- och säkerhetsstyrkorna som av upprorsgrupperna betraktas som amerikanska medlöpare. Även administrativa myndigheter, partikontor och FN-lokaler med mera har utsatts för aktioner.